# Вендаке
Вендаке (фр. Wendake) — индейская резервация ирокезоязычного индейского народа гуроны, расположенная в городе Квебек, Канада, ранее была известна как Лоретт или Жен-Лоретт. Фактически состоит из двух резерваций — Вендаке 7 и Вендаке 7А.

## История
До середины XVII века гуроны занимали обширную территорию на юго-востоке современной канадской провинции Онтарио, занимая восточный берег озера Гурон, северный берег озёр Онтарио и Эри, низовья реки святого Лаврентия вплоть до Монреаля. Они занимались охотой и рыболовством по всей этой территории.
Если в 1634 году население гуронов составляло от 20 000 до 30 000 человек, то к 1650 году осталось всего около тысячи. Евразийские инфекционные заболевания сильно уменьшили численность гуронов, а оставшиеся в живых подверглись набегам ирокезам в середине XVII века. Выжившие разделились на две группы — первая слилась с родственным племенем тиононтати в районе форта Детройт и переместилась на берега Огайо; вторая была отведена иезуитами в Квебек. Сначала они обосновались на острове Орлеан в 1651 году. В 1654 году к ним присоединилась ещё одна часть гуронов из Труа-Ривьера. В 1668 году объединённая община переехала в город Квебек. Они окончательно обосновались в деревне Лоретт в 1697 году и оставались верными французскими союзниками, сформировав с другими поселениями военный и политический союз Семь наций Канады.

## География
Резервация расположена в городе Квебек, в районе Ла От-Сен-Шарль, и состоит из двух частей — Вендаке 7 и Вендаке 7А. Общая площадь резервации составляет 1,74 км².

## Демография
В 1736 году население Вендаке составляло около 300 человек, в то время как вайандоты, переселённые на западную оконечность озера Эри, возросли почти до 1500 человек. К 1908 году население резервации увеличилось до 466 человек.
В 2016 году в Вендаке проживало 2134 человека, население по возрастному диапазону распределилось следующим образом: 20,7 % — жители младше 18 лет, 63,6 % от 18 до 64 лет и 15,7 % — в возрасте 65 лет и старше. 90,1 % населения Вендаке считает французский язык родным и использует его дома, 6,1 % — гуронский язык, 1,9 % — английский язык и 1,9 % говорят на других языках или используют несколько.
В 2021 году в Вендаке проживало 2257 человек, плотность населения составляла 1297,1 чел./км².